# Alberto Vojtěch Frič
Alberto Vojtěch Frič (Prága, 1882. szeptember 8. – Prága, 1944. december 4.) cseh író, felfedező, antropológus, fotográfus, botanikus. Botanikai szakmunkákban nevének rövidítése: „Frič”.

## Élete
Nyolc expedíciót vezetett Dél-Amerikába, melyek során számos kaktuszfajtát leírt és kategorizált. A dél-amerikai indiánok "Karaí Pukúnak" (guarani nyelven: karaí: úr, pukú: nagy, magas), "Hosszú vadásznak" hívták.

## Művei magyarul
- Karai Puku. Kalandok a kagyuvej indiánok között; ford. Soós István, Zdeněk Burian; Móra, Bp., 1960
- A Hosszú Vadász visszatér; ford. Hideghéty Erzsébet, utószó Adolf Branald, jegyz. F. A. Elstner; Tatran–Móra Kiadó, Bratislava–Bp., 1967
- A kígyósziget; ford. Nagy László, utószó Otakar Nahodil; Tatran–Móra Kiadó, Bratislava–Bp., 1968